# Марк Шаттлворт
Марк Рі́чард Шаттлво́рт (англ. Mark Richard Shuttleworth, * 19 вересня 1973) — південноафриканський бізнесмен, який є другим космічним туристом і першим африканцем, що побував у космосі. Відомий як засновник дистрибутиву Linux під назвою Ubuntu.

## Раннє життя
Шаттлворт народився у місті Велком, що в Південно-африканській республіці. Після закінчення школи, вступив до Університету Кейптауна, де отримав звання бакалавра економічних наук в області фінансів і інформаційних систем.

## Робота
У 1995 році Марк Шаттлворт заснував фірму Thawte, що спеціалізувалася на цифрових сертифікатах і інтернет-безпеці. У грудні 1999 року він продав Thawte компанії VeriSign за 3,5 мільярда південноафриканських рандів (близько 575 мільйонів доларів США по курсу того часу).
У вересні 2000 року Марком була створена HBD Venture Capital, що займалася підтримкою фірм-початківців, і наданням стартового капіталу.
У 2001 році ним була заснована некомерційна організація «Фонд Шаттлворта», що займається соціальними інноваціями і також підтримує розвиток відкритого програмного забезпечення в Південній Африці.

## Linux
У 1990-х роках Марк був одним з розробників дистрибутиву Debian операційної системи GNU/Linux. У 2004 році він повернувся в світ GNU/Linux і став фінансувати розробку дистрибутиву Ubuntu, націленого на створення повністю доброзичливого до користувача дистрибутиву GNU/Linux. Для цього у березні 2004 була заснована Canonical — компанія для розробки і популяризації проектів вільного програмного забезпечення. У 2005 році ним був створений «Фонд Ubuntu», на чий рахунок було переведено 10 мільйонів доларів США, цей фонд є недоторканним запасом, на той випадок, якщо фінансування з боку Марка припиниться.
15 жовтня 2006 року Марк Річард Шаттлворт був оголошений покровителем KDE за неоціниму спонсорську допомогу проекту.
17 грудня 2009 року Марк оголосив про бажання залишити посаду керівника Canonical Ltd. з метою впритул занятися дизайном Ubuntu GNU/Linux і контролем якості в дистрибутиві, не відволікаючись при цьому на керівництво Canonical. На своє місце він планує призначити Джейн Зільбер, яка на 17 грудня була другою особою в Canonical.
У вересні 2010 року він отримав почесний ступінь Відкритого університету за цю роботу.
З 9 листопада 2012 року, Шаттлворт і Кеннет Рогофф взяли участь в дискусії в якості опонентів  Каспарову і Пітеру Тіллю в Оксфордському союзі, під назвою «Інноваційна Енігма». 
25 жовтня 2013 року Shuttleworth та Ubuntu були нагороджені австрійською анти конфіденційною премією Big Brother за відправлення пошукових запитів Ubuntu Unity Dash на сервери Canonical за замовчуванням.  Роком раніше, у 2012 році, Шаттлворт захищав  метод анонімізації який він використовував.  Пізніше він все ж змінив рішення, і жодна поточна версія Ubuntu цього не робить.

## Ставлення до України
Марк Шаттлворт заявив у своєму особистому блозі, що в Україні влада офіційно старається дискримінувати і позбавити прав російськомовного населення, посилаючись на знайомих, котрі проживають в Одесі. При цьому, він засудив дії Російської Федерації, щодо підтримки сепаратизму і їх збройної підтримки 
In the case of the Ukraine, it’s important to know how miserable it has become for native Russian speakers born and raised in the Ukraine. People who have spent their entire lives as citizens of the Ukraine who happen to speak in Russian at home, at work, in church and at social events have found themselves discriminated against by official decree from Kiev. Friends of mine with family in Odessa tell me that there have been systematic attempts to undermine and disenfranchise Russian speaking in the Ukraine. 

У випадку з Україною важливо знати, наскільки це нещасно бути носієм російської мови, які народилися та виросли в Україні. Люди, які все своє життя провели як громадяни України та які розмовляють російською вдома, на роботі, в церкві та на світських заходах, виявилися дискримінованими за офіційним указом Києва. Мої друзі з родиною в Одесі розповідають, що в Україні були систематичні спроби підірвати та позбавити громадянських прав російськомовних.
Russia clearly has no business arming rebels with guns they use irresponsibly to tragic effect.

Росія очевидно що не має права озброювати повстанців зброєю, використання якої може призвести до трагічних наслідків.
This is in no way to say that the behaviour of Islamic State or Russia are acceptable in modern society.

Це жодним чином не означає, що поведінка Ісламської держави чи Росії є прийнятною в сучасному суспільстві.

## Космічна мандрівка
25 квітня 2002 року Марк Шаттлворт став одним з перших цивільних космонавтів, що піднялися в космос. На російському кораблі Союз ТМ-34 Марк прибув на Міжнародну космічну станцію. За свій політ Марк заплатив 20 мільйонів доларів США. 5 травня 2002 року Марк повернувся на Землю.

## Виноски
1. 1 2  https://www.forbes.com/sites/richardgrant/2013/08/25/it-cost-mark-shuttleworth-more-to-leave-south-africa-than-it-did-to-leave-the-earth/#55dc1bc776c9
2. ↑  Shuttleworth steps down as Ubuntu CEO. Архів оригіналу за 19 грудня 2009. Процитовано 19 грудня 2009.
3. ↑  Wayback Machine (PDF). web.archive.org. 8 жовтня 2010. Архів оригіналу (PDF) за 8 жовтня 2010. Процитовано 29 жовтня 2020.
4. ↑  The Innovation Enigma. Oxford Martin School (англ.). Архів оригіналу за 31 жовтня 2020. Процитовано 29 жовтня 2020.
5. ↑  BBA 2013 - quintessenz - Big Brother Awards 2013 - Yes We Scan!. www.bigbrotherawards.at. Архів оригіналу за 3 серпня 2020. Процитовано 29 жовтня 2020.
6. ↑  Mark Shuttleworth » Blog Archive » Amazon search results in the Dash. Архів оригіналу за 18 жовтня 2012. Процитовано 29 жовтня 2020.
7. ↑  Mark Shuttleworth » Blog Archive » What Western media and polititians fail to mention about Iraq and Ukraine. Архів оригіналу за 10 лютого 2022. Процитовано 10 лютого 2022.